# Mengistu Haile Mariam
Mengistu Haile Mariam (* 21. května 1937) je bývalý předseda Prozatímní vojenské správy (dergu), která vládla Etiopii v letech 1974–1987, a prezident Etiopské lidově demokratické republiky v letech 1987–1991. Dohlížel na etiopský Rudý teror v letech 1977–1978, který měl za úkol likvidaci opozice. Mengistu utekl do Zimbabwe v roce 1991. Etiopský Nejvyšší soud ho shledal vinným z genocidy.

## Životopis
Mengistu Haile Mariam se narodil v roce 1937 na jihu Etiopie, v kraji Walajita (provincie Sidamo). Pocházel ze skromných poměrů. Mengistuova matka byla dcerou služky tehdejší etiopské císařovny Zaudity I. a jejího majordoma, dedžazmače (důstojníka, dvorského hodnostáře) Kebede Tesemy. Z otcovy strany je synem bývalého otroka, který se později stal vojákem v etiopské armádě.
Jako dítě se často stěhoval. V Addis Abebě jeho otec získal hodnost desátníka v armádě císaře Haile Selassieho. Později se přestěhovali do města Džima v provincii Kaffa, kde vychodil 6 tříd, než jeho otce přeložili zpět do hlavního města. V 8 letech mu zemřela matka. V dospívání se Mengistu přestěhoval ke svému dědečkovi K. Tesemmovi do provincie Godžam.
Mengistu šel ve stopách svého otce. Začal studovat vojenskou školu, kde prodělal výcvik v radiokomunikaci a připojil se k armádě. Přilákal k sobě pozornost generála Amana Mikaela Andoma, který mu dal doporučení na prestižní Vojenskou akademii Holetta, kde v roce 1957 získal hodnost poručíka. Poté byl povýšen na velitele Třetí divize a na 6 měsíců byl poslán na výcvik ve zbraňových systémech do Spojených států.
Už v mládí Mengistu často slýchával posměšné poznámky o svém vzhledu, jelikož po svém otci podědil negroidní rysy. Právě tato zkušenost s rasismem vedla k silnému protiamerickému postoji, sympatizujícímu s tamním černošským nacionalistickým hnutím. Jeho odpor k světlým Etiopanům se projevil i po převzetí moci na setkání členů Dergu v Addis Abebě, kde emotivně prohlásil: „V této zemi některé šlechtické rodiny automaticky zařazují osoby s tmavou pletí, silnými rty a kudrnatými vlasy jako barias („otrok“), nechť je všem jasné, že brzy přinutím tyto hlupáky ohnout záda a mlít kukuřici.“ Ve Spojených státech se také zformovala jeho stalinistická ideologie.
Po návratu ze Spojených států byl převelen do vojenského skladu Třetí divize ve strategicky důležitém městě Harar. V roce 1974 získal hodnost majora. Projevily se u něj skvělé vůdcovské schopnosti, díky kterým se stal velmi populární mezi nižšími důstojníky a v mužstvu Třetí divize. Tyto okolnosti přispěly k jeho vzestupu v etiopské vládě během nadcházející revoluce.

### Revoluce a růst politické moci

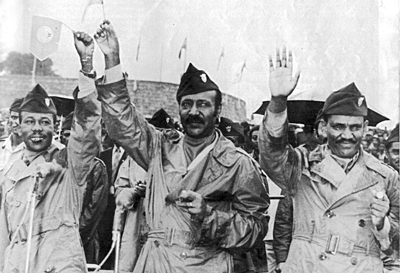
Mengistu Haile Mariam s dalšími členy Dergu – Aman Mikael Andom a Atnafu Abate.

Ekonomické, sociální, politické i národnostní rozpory spolu se suchem, neúrodou, hladomorem a energetickou krizí vyústily počátkem roku 1974 v revoluci namířenou proti feudalismu. Do čela protimonarchistické opozice se postavily ozbrojené síly. K sesazení císaře došlo 12. září 1974 a veškerou moc převzala Prozatímní vojenská správní rada (Derg).
Zpočátku byl Mengistu jedním z méně významných členů, ale během krátké doby vzrostlo jeho postavení, když se pod jeho velením začala vytvářet krajně levicová frakce. Nechal zřídit Zvláštní vojenský soud, který odsoudil k trestu smrti 59 bývalých hodnostářů státu obviněných ze zneužívání moci a korupce. Tímto se Mengistu 17. listopadu 1974 dostal do čela Dergu. Během několika dnů ho však vystřídal Tafari Benete, ale Mengistu si i přesto udržel výkonnou moc v pozici místopředsedy.
25. srpna 1975 náhle zemřel sesazený císař Haile Selassie I. Spekulovalo se, že ho Mengistu nechal uškrtit pomocí povlaku na polštář, ale Mengistu toto tvrzení rázně odmítl. Každopádně spekulace o císařově nejasném úmrtí byly posíleny tajným pohřbem. (Po pádu režimu se nakonec ukázalo, že císařovo tělo bylo pohřbeno do jámy pod podlahu Mengistuovy pracovny.)
Mezitím došlo ke zrušení všech monarchistických a feudálních titulů, byly provedeny reformy, které směřovaly k socializaci Etiopie. 27. dubna 1976 byla vydána Deklarace o přechodu etiopského socialismu na marxistické pozice, což vedlo k vytváření protirežimních hnutí. Někteří členové Dergu byli obviněni z kontrarevoluce kvůli svému nerozhodnému postoji. K jejich masové popravě společně s předsedou Dergu a dalšími vysoce postavenými důstojníky došlo 3. února 1977. Mengistu Haile Mariam, který se na popravách údajně aktivně podílel, se takto dostal podruhé a již definitivně do čela Dergu.

### „Rudý teror“
V letech 1977–78 rostl odpor proti dergu, o který se zasloužila především Etiopská lidová revoluční strana (EPRP), která zpočátku podporovala etiopskou revoluci, ale později se dostala do ideologického konfliktu s Mengistuovým režimem. Toto období likvidování opozice je známé jako Kej šibbir („Rudý teror“). Rolníky, dělníky i studenty loajální k jeho režimu vyzbrojil zbraněmi, aby mu pomohli zničit nepřátele revoluce. Ve svých projevech vykřikoval hesla: „Smrt kontrarevolucionářům! Smrt EPRP!“, která doplnil rozbitím lahví s tekutinou připomínající krev, aby ukázal, co je revoluce schopna udělat s nepřáteli.
Během dvou let se na ulicích objevily tisíce mrtvých těl. Svědkové prohlásili, že rodinní příslušníci, kteří šli sbírat těla svých milovaných, museli zaplatit za kulky, které je zabily. Do důkazních materiálů se dostaly i videa s jejich mučením. Mengistu Haile Mariam byl v tomto období zodpovědný za desítky tisíc mrtvých Etiopanů.

### Etiopsko-somálský konflikt (1977–78)
Pohraniční konflikt Etiopie a Somálska o oblast Ogadenu (na jihovýchodě Etiopie), osídlenou Somálci, sahá až do 19. století. Somálsko doufalo, že v době politických zvratů Mengistuova režimu nebude Etiopie schopna odolat vojenskému tažení, které zahájilo 23. července 1977.
Střetly se zde dva levicové režimy podporované Sovětským svazem, avšak pro Sovětský svaz byla Etiopie výhodnějším spojencem, především díky jednoznačné orientaci režimu na marxisticko-leninskou ideologii. Proto Etiopie dostala masivní vojenskou pomoc ze strany Sovětského svazu a Kuby. Somálské jednotky tak byly vytlačeny z etiopského území. Do konce 70. let Mengistu velel jedné z největších armád subsaharské Afriky.

### Orientace na SSSR
Přítomností vojsk Kuby a SSSR se Etiopie dostala do sovětské sféry vlivu. 12. září 1984 došlo k vytvoření politické stany s názvem Dělnická strana Etiopie. O dva roky později byla údajně 81 % voličů schválena nová ústava, která přesně kopírovala ústavu sovětskou.
I přes opakovanou neúrodu, sucho, kolaps ekonomiky a růst vlivu odbojových a separatistických organizací, zejména v Eritreji, byla v září 1987 vyhlášena Etiopská lidově demokratická republika. Nová ústava přeměnila dosavadní vojenský stát na stát civilní. Derg se transformoval na parlament (šengo) a jeho funkcionáři znovu získali své funkce pod jiným názvem. Mengistu Haile Mariam byl zvolen prezidentem země a současně se stal i generálním tajemníkem komunistické strany.
Mengistu v letech 1977–1984 několikrát navštívil Sovětský svaz stejně jako své další politické spojence – Kubu, Libyi, Jižní Jemen a Mosambik. V období od 6. června 1983 do 12. listopadu 1984 stál v čele Organizace africké jednoty (OAJ).
Pozvolný rozpad SSSR způsobil ochlazení sovětsko-etiopských vztahů. Snížení vojenské pomoci ohrozilo Mengistův diktátorský režim. Díky těmto okolnostem došlo k posílení odboje. Etiopská vláda za této kritické situace musela souhlasit s rozhovory s odbojovými hnutími o nalezení řešení. Než se tak stalo, k hlavnímu městu se přiblížily jejich armády a současně moc v Eritreji přešla do rukou povstalců. Diktátor byl nucen 21. května 1991 uprchnout ze země, aniž by informoval své podřízené a předal velení.

### Exil v Zimbabwe
Mengistu Haile Mariam našel útočiště v Zimbabwe. Od té doby zde žije v luxusu jako host zimbabwského prezidenta Roberta Mugabeho. Jeho jediná cesta za hranice byla v roce 1999 do Jižní Afriky kvůli lékařské péči. Okamžitě se objevily požadavky na jeho vydání, avšak Mengistu se rychle vrátil zpět na zimbabwskou půdu.
V roce 2007 byl bývalý diktátor Mengistu Haile Mariam shledán vinným z tisíce vražd během 17leté vlády, která zahrnovala hladomor, válku a Rudý teror. Etiopský Nejvyšší soud však shledal jeho doživotní trest za genocidu nedostatečným a 10. července 2008 ho odsoudil k trestu smrti. Je však nepravděpodobné, že by čelil trestu, jelikož by nejdříve musel zimbabwský prezident ztratit své postavení a moc v zemi, což se stalo v roce 2017. No i tak ho zimbabwská vláda odmíta vydat zpět do Etiopie.

## Vyznamenání
- velkohvězda Řádu jugoslávské hvězdy – Jugoslávie, 1978
- Řád Playa Girón – Kuba, 1978[11]
- Řád Říjnové revoluce – Sovětský svaz, 27. října 1980
- Řád Bílého lva I. třídy s řetězem – Československo, 29. října 1987[12]